# تسولتريم غياتسو
تسولتريم غياتسو (1816 م – 1837 م) الدالاي لاما العاشر، ولد في ليثانغ في خام لأبويه لوبسانغ داكبا ونامجيال بهوتي. عام 1822 اعترف به على أنه الدالاي لاما الجديد وتم تتويجه في قصر بوتالا، وفي نفس السنة تقدم إلى نذور الراهب المبتدئ وأًعطي اسم تسولتريم غياتسو. وفي عام 1826 عندما بلغ العاشرة انتقل إلى دير دريبونغ حيث درس هناك العديد من النصوص الفلسفية والروحانية البوذية، وفي عام 1831 قام تسولتريم بإصلاحات واسعة في قصر بوتالا. عندما بلغ الدالاي لاما التاسعة عشر من العمر نال مرتبة راهب (كامل الرسامة). كان تسولتريم يعاني من مشاكل صحية تسببت بموته عام 1837.

## مواضيع ذات صلة
- البوذية
- الدالاي لاما

## وصلات خارجية
- The Tenth Dalai Lama, Tsultrim Gyatso. Dalai lama.com
- الموسوعة البريطانية

| سبقه لونغتوك غياتسو | الدالاي لاما بين عامي 1816 - 1837 | تبعه خيندروب غياتسو |